# Religiosam vitam

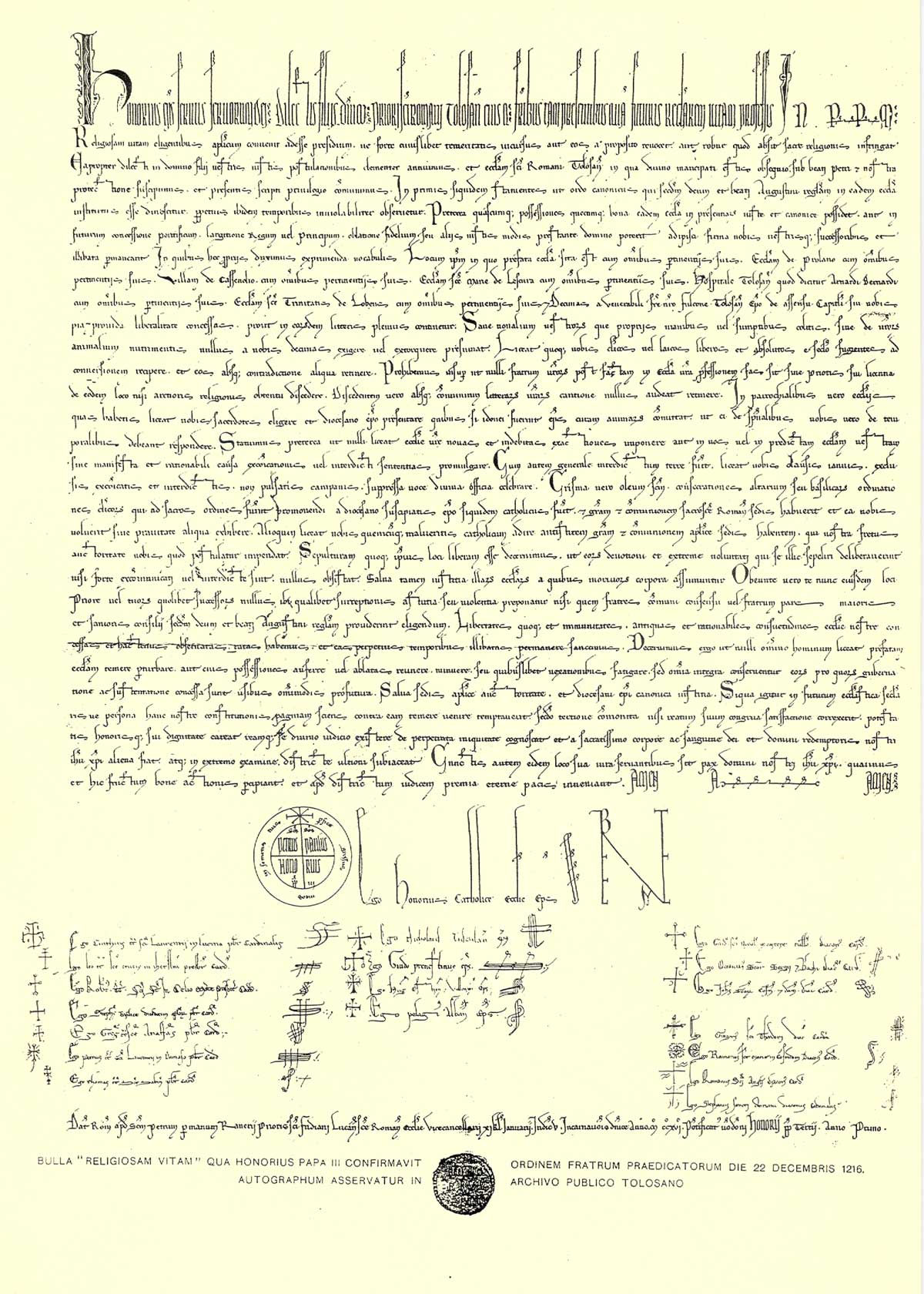
La bulle papale Religiosam vitam de 1216.

Religiosam vitam [eligentibus] (en français : [à ceux qui choisissent] la vie religieuse) est une bulle papale confirmant la fondation de l’ordre des Prêcheurs (dominicains). Elle fut émise le 22 décembre 1216 par le pape Honorius III.

## Contexte
Initié entre Prouilhe et Toulouse à partir de 1206, l'ordre qui deviendra celui des frères prêcheurs — un ordre mendiant — est d’abord reconnu par l’évêque de Toulouse en 1215 avant de recevoir son approbation universelle par le pape Honorius III en 1216. « Honorius, évêque, serviteur des serviteurs de Dieu, à notre cher fils Dominique, Prieur de Saint-Romain de Toulouse, et à ses Frères qui ont fait profession ou feront profession de la vie régulière; salut et bénédiction apostolique. Considérant que les Frères de cet Ordre seront les champions de la Foi, et les véritables lumières du monde, nous les confirmons dans toutes leurs possessions présentes et à venir, et nous prenons sous notre propre protection et gouvernement l'Ordre lui-même avec tous ses biens et ses droits. ». L'Ordre adopte la règle de saint Augustin. La vie dominicaine est cependant réglée par les lois et décisions prises lors des chapitres généraux qui se réunissent à intervalles réguliers.
La création de l'Ordre coïncide avec la croisade contre les albigeois dans le Sud de la France, durant laquelle les dominicains furent très actifs. Leur vie religieuse (surtout le témoignage de pauvreté évangélique) et leur prédication veulent apporter une autre dimension à la reconquête religieuse des albigeois.